# Wereldkampioenschap superbike van Aragón 2019
Het wereldkampioenschap superbike van Aragón 2019 was de derde ronde van het wereldkampioenschap superbike en het wereldkampioenschap Supersport 2019. De races werden verreden op 6 en 7 april 2019 op het Motorland Aragón nabij Alcañiz, Spanje.

## Superbike

### Race 1
| Pos | Nr | Rijder                | Constructeur | Rondes | Tijd      | Grid | Punten |
| --- | -- | --------------------- | ------------ | ------ | --------- | ---- | ------ |
| 1   | 19 | Álvaro Bautista       | Ducati       | 18     | 33:14.114 | 1    | 25     |
| 2   | 1  | Jonathan Rea          | Kawasaki     | 18     | +15.170   | 10   | 20     |
| 3   | 7  | Chaz Davies           | Ducati       | 18     | +15.650   | 8    | 16     |
| 4   | 22 | Alex Lowes            | Yamaha       | 18     | +18.204   | 4    | 13     |
| 5   | 66 | Tom Sykes             | BMW          | 18     | +20.165   | 3    | 11     |
| 6   | 60 | Michael van der Mark  | Yamaha       | 18     | +22.419   | 11   | 10     |
| 7   | 11 | Sandro Cortese        | Yamaha       | 18     | +23.333   | 2    | 9      |
| 8   | 54 | Toprak Razgatlıoğlu   | Kawasaki     | 18     | +27.929   | 16   | 8      |
| 9   | 91 | Leon Haslam           | Kawasaki     | 18     | +28.243   | 12   | 7      |
| 10  | 81 | Jordi Torres          | Kawasaki     | 18     | +28.411   | 9    | 6      |
| 11  | 2  | Leon Camier           | Honda        | 18     | +39.126   | 14   | 5      |
| 12  | 33 | Marco Melandri        | Yamaha       | 18     | +39.240   | 13   | 4      |
| 13  | 21 | Michael Ruben Rinaldi | Ducati       | 18     | +47.782   | 5    | 3      |
| 14  | 23 | Ryuichi Kiyonari      | Honda        | 18     | +59.879   | 17   | 2      |
| 15  | 50 | Eugene Laverty        | Ducati       | 18     | +1:37.121 | 6    | 1      |
| DNF | 52 | Alessandro Delbianco  | Honda        | 0      | Ongeluk   | 18   |        |
| DNF | 36 | Leandro Mercado       | Kawasaki     | 0      | Ongeluk   | 15   |        |
| DNF | 28 | Markus Reiterberger   | BMW          | 0      | Ongeluk   | 7    |        |

### Superpole
| Pos | Nr | Rijder                | Constructeur | Rondes | Tijd         | Grid | Punten |
| --- | -- | --------------------- | ------------ | ------ | ------------ | ---- | ------ |
| 1   | 19 | Álvaro Bautista       | Ducati       | 10     | 18:25.853    | 1    | 12     |
| 2   | 1  | Jonathan Rea          | Kawasaki     | 10     | +5.791       | 10   | 9      |
| 3   | 22 | Alex Lowes            | Yamaha       | 10     | +5.906       | 4    | 7      |
| 4   | 7  | Chaz Davies           | Ducati       | 10     | +6.052       | 8    | 6      |
| 5   | 66 | Tom Sykes             | BMW          | 10     | +9.217       | 3    | 5      |
| 6   | 50 | Eugene Laverty        | Ducati       | 10     | +9.921       | 6    | 4      |
| 7   | 91 | Leon Haslam           | Kawasaki     | 10     | +10.221      | 12   | 3      |
| 8   | 81 | Jordi Torres          | Kawasaki     | 10     | +11.961      | 9    | 2      |
| 9   | 11 | Sandro Cortese        | Yamaha       | 10     | +13.712      | 2    | 1      |
| 10  | 54 | Toprak Razgatlıoğlu   | Kawasaki     | 10     | +14.218      | 16   |        |
| 11  | 33 | Marco Melandri        | Yamaha       | 10     | +19.481      | 13   |        |
| 12  | 2  | Leon Camier           | Honda        | 10     | +21.149      | 14   |        |
| 13  | 23 | Ryuichi Kiyonari      | Honda        | 10     | +27.041      | 17   |        |
| 14  | 52 | Alessandro Delbianco  | Honda        | 10     | +43.317      | 18   |        |
| 15  | 60 | Michael van der Mark  | Yamaha       | 10     | +1:20.614    | 11   |        |
| DNF | 28 | Markus Reiterberger   | BMW          | 5      | Uitgevallen  | 7    |        |
| DNF | 21 | Michael Ruben Rinaldi | Ducati       | 0      | Ongeluk      | 5    |        |
| DNS | 36 | Leandro Mercado       | Kawasaki     | 0      | Niet gestart |      |        |

### Race 2
| Pos | Nr | Rijder                | Constructeur | Rondes | Tijd         | Grid | Punten |
| --- | -- | --------------------- | ------------ | ------ | ------------ | ---- | ------ |
| 1   | 19 | Álvaro Bautista       | Ducati       | 18     | 33:16.448    | 1    | 25     |
| 2   | 1  | Jonathan Rea          | Kawasaki     | 18     | +6.867       | 10   | 20     |
| 3   | 7  | Chaz Davies           | Ducati       | 18     | +7.127       | 8    | 16     |
| 4   | 91 | Leon Haslam           | Kawasaki     | 18     | +7.581       | 12   | 13     |
| 5   | 22 | Alex Lowes            | Yamaha       | 18     | +11.549      | 4    | 11     |
| 6   | 50 | Eugene Laverty        | Ducati       | 18     | +16.797      | 6    | 10     |
| 7   | 81 | Jordi Torres          | Kawasaki     | 18     | +17.825      | 9    | 9      |
| 8   | 60 | Michael van der Mark  | Yamaha       | 18     | +18.788      | 11   | 8      |
| 9   | 21 | Michael Ruben Rinaldi | Ducati       | 18     | +19.329      | 5    | 7      |
| 10  | 11 | Sandro Cortese        | Yamaha       | 18     | +20.351      | 9    | 6      |
| 11  | 33 | Marco Melandri        | Yamaha       | 18     | +23.546      | 13   | 5      |
| 12  | 66 | Tom Sykes             | BMW          | 18     | +23.974      | 3    | 4      |
| 13  | 2  | Leon Camier           | Honda        | 18     | +35.177      | 14   | 3      |
| 14  | 23 | Ryuichi Kiyonari      | Honda        | 18     | +1:01.477    | 17   | 2      |
| 15  | 28 | Markus Reiterberger   | BMW          | 18     | +1:39.168    | 7    | 1      |
| DNF | 52 | Alessandro Delbianco  | Honda        | 10     | Uitgevallen  | 18   |        |
| DNF | 54 | Toprak Razgatlıoğlu   | Kawasaki     | 7      | Uitgevallen  | 16   |        |
| DNS | 36 | Leandro Mercado       | Kawasaki     | 0      | Niet gestart |      |        |

## Supersport
| Pos | Nr | Rijder                | Constructeur | Rondes | Tijd         | Grid | Punten |
| --- | -- | --------------------- | ------------ | ------ | ------------ | ---- | ------ |
| 1   | 21 | Randy Krummenacher    | Yamaha       | 16     | 30:54.791    | 3    | 25     |
| 2   | 3  | Raffaele De Rosa      | MV Agusta    | 16     | +0.094       | 6    | 20     |
| 3   | 64 | Federico Caricasulo   | Yamaha       | 16     | +0.158       | 2    | 16     |
| 4   | 36 | Thomas Gradinger      | Yamaha       | 16     | +0.732       | 1    | 13     |
| 5   | 16 | Jules Cluzel          | Yamaha       | 16     | +3.312       | 4    | 11     |
| 6   | 94 | Corentin Perolari     | Yamaha       | 16     | +12.626      | 8    | 10     |
| 7   | 44 | Lucas Mahias          | Kawasaki     | 16     | +12.890      | 7    | 9      |
| 8   | 78 | Hikari Okubo          | Kawasaki     | 16     | +12.996      | 9    | 8      |
| 9   | 11 | Kyle Smith            | Kawasaki     | 16     | +14.331      | 13   | 7      |
| 10  | 32 | Isaac Viñales         | Yamaha       | 16     | +17.653      | 5    | 6      |
| 11  | 56 | Péter Sebestyén       | Honda        | 16     | +22.995      | 15   | 5      |
| 12  | 95 | Jules Danilo          | Honda        | 16     | +23.111      | 18   | 4      |
| 13  | 22 | Federico Fuligni      | MV Agusta    | 16     | +23.425      | 14   | 3      |
| 14  | 84 | Loris Cresson         | Yamaha       | 16     | +27.440      | 17   | 2      |
| 15  | 6  | María Herrera         | Yamaha       | 16     | +29.392      | 20   | 1      |
| 16  | 30 | Glenn van Straalen    | Kawasaki     | 16     | +49.383      | 19   |        |
| 17  | 38 | Hannes Soomer         | Honda        | 16     | +51.864      | 10   |        |
| 18  | 4  | Christian Stange      | Honda        | 16     | +55.682      | 23   |        |
| 19  | 15 | Alfonso Coppola       | Honda        | 16     | +1:09.679    | 24   |        |
| DNF | 74 | Jaimie van Sikkelerus | Honda        | 15     | Ongeluk      | 16   |        |
| DNF | 48 | Xavier Navand         | Yamaha       | 15     | Ongeluk      | 21   |        |
| DNF | 86 | Ayrton Badovini       | Kawasaki     | 10     | Uitgevallen  | 11   |        |
| DNF | 10 | Nacho Calero          | Kawasaki     | 6      | Uitgevallen  | 22   |        |
| DNF | 67 | Gaetan Matern         | Kawasaki     | 5      | Uitgevallen  | 25   |        |
| DNS | 47 | Rob Hartog            | Kawasaki     | 0      | Niet gestart |      |        |
| DNS | 80 | Héctor Barberá        | Yamaha       | 0      | Niet gestart |      |        |

## Tussenstanden na wedstrijd

### Superbike
| Pos | Nr | Rijder               | Team     | Punten |
| --- | -- | -------------------- | -------- | ------ |
| 1   | 19 | Álvaro Bautista      | Ducati   | 186    |
| 2   | 1  | Jonathan Rea         | Kawasaki | 147    |
| 3   | 22 | Alex Lowes           | Yamaha   | 100    |
| 4   | 60 | Michael van der Mark | Yamaha   | 79     |
| 5   | 91 | Leon Haslam          | Kawasaki | 74     |

### Supersport
| Pos | Nr | Rijder              | Team      | Punten |
| --- | -- | ------------------- | --------- | ------ |
| 1   | 21 | Randy Krummenacher  | Yamaha    | 70     |
| 2   | 16 | Jules Cluzel        | Yamaha    | 56     |
| 3   | 64 | Federico Caricasulo | Yamaha    | 48     |
| 4   | 3  | Raffaele De Rosa    | MV Agusta | 31     |
| 5   | 78 | Hikari Okubo        | Kawasaki  | 28     |

2011 · 2012 · 2013 · 2014 · 2015 · 2016 · 2017 · 2018 · 2019 · 2020 (I) · 2020 (II) · 2021 · 2022 · 2023 · 2024 · 2025